# Kanton Cambrin
Der Kanton Cambrin war bis 2015 ein französischer Kanton im Arrondissement Béthune, im Département Pas-de-Calais und in der Region Nord-Pas-de-Calais; sein Hauptort war Cambrin. Vertreterin im Generalrat des Départements war zuletzt von 2004 bis 2015 Odette Duriez (PS).
Der Kanton Cambrin war 52,88 km² groß und hatte (1999) 19.269 Einwohner, was einer Bevölkerungsdichte von 364 Einwohnern pro km² entsprach. Er lag im Mittel 25 Meter über dem Meeresspiegel, zwischen 16 Meter in Richebourg und 50 Meter in Vermelles.

## Gemeinden
Der Kanton bestand aus acht Gemeinden:
| Gemeinde               | Einwohner Jahr | Fläche km² | Bevölkerungsdichte | Code INSEE | Postleitzahl |
| ---------------------- | -------------- | ---------- | ------------------ | ---------- | ------------ |
| Annequin               | 2.411 (2013)   | 3,99       | 604 Einw./km²      | 62034      | 62149        |
| Auchy-les-Mines        | 4.642 (2013)   | 5,1        | 910 Einw./km²      | 62051      | 62138        |
| Cambrin                | 1.024 (2013)   | 1,77       | 579 Einw./km²      | 62200      | 62149        |
| Cuinchy                | 1.731 (2013)   | 4,15       | 417 Einw./km²      | 62262      | 62149        |
| Festubert              | 1.326 (2013)   | 7,64       | 174 Einw./km²      | 62330      | 62149        |
| Noyelles-lès-Vermelles | 2.344 (2013)   | 2,53       | 926 Einw./km²      | 62626      | 62980        |
| Richebourg             | 2.555 (2013)   | 17,31      | 148 Einw./km²      | 62706      | 62136        |
| Vermelles              | 4.510 (2013)   | 10,39      | 434 Einw./km²      | 62846      | 62980        |

## Bevölkerungsentwicklung
| 1962   | 1968   | 1975   | 1982   | 1990   | 1999   | 2007   | 2011   |
| ------ | ------ | ------ | ------ | ------ | ------ | ------ | ------ |
| 15.493 | 16.287 | 15.706 | 16.397 | 18.596 | 19.269 | 19.568 | 20.286 |